# Kloster Trizay
Das Kloster Trizay (Sancta Maria de Vado; Trisay, Trisagium) ist eine ehemalige Zisterzienserabtei in der heutigen Gemeinde Bournezeau (früher St-Vincent-Puymaufrais) im Département Vendée, Region Pays de la Loire, in Frankreich. Es lag rund 18 km nördlich von Luçon und 6 km nordwestlich von Sainte-Hermine, an einer Furt über den Lay, in der Nähe der Straße D 948 und der Autobahn A 83. Das Kloster darf nicht mit der Benediktinerabtei von Trizay in der Saintonge verwechselt werden.

## Geschichte
Das im Jahr 1137 (nach anderer Angabe erst 1145) von Hervé de Mareuil als Tochterkloster der Primarabtei Pontigny gestiftete Kloster gründete 1156 zusammen mit Kloster L’Étoile das Tochterkloster Kloster Notre-Dame-de-Ré (Les Châteliers). Sonst ist über die Geschichte von Kloster Trizay, das einige Grangien besaß, aber in Kommende fiel, bis in die Mitte des 16. Jahrhunderts kaum etwas bekannt. 1568 wurde es angezündet, und von diesem Schlag erholte es sich, wohl auch auf Grund unzureichender Ausstattung und der Gleichgültigkeit der Kommendataräbte, nicht mehr richtig. In der Französischen Revolution, in der seine Auflösung erfolgte, zählte es nur noch fünf Mönche.

## Anlage und Bauten
Die Abteikirche ist in einen Speicher umgewandelt worden. Der einsturzgefährdete Chor ist flach geschlossen und die Querhäuser sind abgegangen. Von den Klausurgebäuden stehen nur noch die Außenmauern. Der Kapitelsaal hat seine Gewölbe verloren. Refektorium und Küche sind in ein Wohngebäude integriert. Der Kreuzgang ist verschwunden.